# Carl Møller
Carl Martin August Møller (Aarhus, 24 augustus 1897 – Stratford (Connecticut), 27 augustus 1948) was een Deens roeier. 
Møller roeide in de vier-met-stuurman met inriggers naar de gouden medaille tijdens de Olympische Zomerspelen 1912 in het Zweedse Stockholm. Dit onderdeel stond alleen in 1912 op het olympische programma. Deze manier van roeien was vooral populair in Scandinavië.

## Resultaten
- Olympische Zomerspelen 1912 in Stockholm  in de vier-met-stuurman met inriggers